# Kadriye Selimoğlu
Kadriye Selimoğlu (1 de junio de 1978) es una deportista turca que compitió en taekwondo. Ganó dos medallas en el Campeonato Mundial de Taekwondo en los años 1999 y 2001, y cinco medallas en el Campeonato Europeo de Taekwondo entre los años 1996 y 2008.

## Palmarés internacional
| Campeonato Mundial | Campeonato Mundial    | Campeonato Mundial | Campeonato Mundial |
| Año                | Lugar                 | Medalla            | Categoría          |
| ------------------ | --------------------- | ------------------ | ------------------ |
| 1999               | Edmonton (Canadá)     | Medalla de bronce  | –47 kg             |
| 2001               | Jeju (Corea del Sur)  | Medalla de oro     | –47 kg             |
| Campeonato Europeo |                       |                    |                    |
| Año                | Lugar                 | Medalla            | Categoría          |
| 1996               | Helsinki (Finlandia)  | Medalla de bronce  | –47 kg             |
| 2000               | Patras (Grecia)       | Medalla de bronce  | –47 kg             |
| 2002               | Samsun (Turquía)      | Medalla de plata   | –47 kg             |
| 2004               | Lillehammer (Noruega) | Medalla de bronce  | –47 kg             |
| 2008               | Roma (Italia)         | Medalla de plata   | –47 kg             |